# Gnosippus klunzingeri occidentalis
Gnosippus klunzingeri occidentalis es una subespecie de arácnido  del orden Solifugae de la familia Daesiidae.

## Distribución geográfica
Se encuentra en Guinea.